# دریای وسیع سارگاسو (۱۹۹۳)
دریای وسیع سارگاسو (به انگلیسی: Wide Sargasso Sea) فیلمی است استرالیایی در ژانر درام، رومانتیک و تریلر، به کارگردانی جان دایگن که در سال ۱۹۹۳ منتشر شد. از ستارگان فیلم می‌توان به کارینا لومبارد، ناتانیل پارکر و راشل وارد اشاره کرد. فیلمنامه این اثر نوشته جان دایگن در حقیقت اقتباسی از رمانی به همین نام از جین ریس که در سال ۱۹۶۶ به رشته تحریر درآمده است.

## داستان فیلم
جامائیکا سال ۱۸۳۴؛ قانون منبع برده داری اعلام می‌گردد. آنتوانت همراه با آنت (مادر)، برادرش و مستخدم وفادار خود کریستوفین، در کولیبری زندگی می‌کنند. خانواده آنتوانت که پدر را از دست داده‌اند، کشت و کارشان نابود می‌شود. آنت با یک نجیب‌زاده انگلیسی به نام ریچارد میسون ازدواج می‌کند و از او می‌خواهد برای حفاظت از خانواده، خانه را ترک و به انگلیس برگردند. اما میسون که خطری را احساس نمی‌کند قبول نمی‌کند. اما در شبی بردگان سابق، خانه آنت را به آتش می‌کشند و پسر آنت در آتش می‌سوزد؛ آنت دچار زوال عقل می‌گردد و میسون برای او پرستاری مرد استخدام می‌کند و او را ترک می‌کند. زمان می‌گذرد و آنتوانت برای تربیت به کلیسا سپرده می‌شود. روزی عموی او خبر داشتن خواستگاری به نام ادوارد راچستر را به او می‌دهد. آنها با هم ازدواج می‌کنند و برای ماه عسل به مزرعه ای در گرانبوا می‌روند. در شب زفاف، آنتوانت احساس شادی زیادی دارد و این باعث ترس از مرگ در او می‌شود و به ادوارد می‌گوید تا به حال اینقدر شاد نبوده‌است. دانیل برده‌ای سیاه‌پوست است که ادعا می‌کند برادر آنتوانت است و از او برای ساکت ماندن، حق‌السکوت میخواد که با جواب منفی آنتوانت رو به رو می‌شود. دانیل دسیسه می‌کند و از طریق آملی (دختر مستخدم خانه) داستان آنتوانت و دیوانگی مادر را که آنتوانت از ادوارد مخفی کرده بود را با ارسال دو نامه برای ادوراد می‌نویسد. ادوارد با نامه از پدرش که حالا خواهان برگشت او است، از صحت گفته‌های دانیل مطمئن می‌شود و رابطه گرم و عاشقانه این دو به سردی می‌گراید. آملی از فرصت پیش آمده سوء استفاده می‌کند و خود را عریان به ادوارد نشان می‌دهد. آنتوانت که متوجه تصمیم برگشت شوهرش می‌شود به نصیحت کریستوفین (که دیگر آنتوانت را ترک کرده‌است) مبنی بر اینکه همسرش را رها کند؛ گوش نمی‌دهد و با گفتن حقیقت مهر تأیید بر پنهان کاریش می‌زند و معجون عشق و محبتی هم که از کریستوفین گرفته بود به مانند سم عمل کرده و حال ادوارد بد می‌شود. در همان شب ادوارد با آملی رابطه برقرار می‌کنند و اینگونه به آنتوانت خیانت می‌کند. آنتوانت به ادوارد که ظاهراً پشیمان شده‌است، دیگر اعتماد ندارد و با حس ناامیدی و شکست در ازواج، درخواست ادوارد برای رابطه با او را رد می‌کند. ادوارد به او تعرض جنسی می‌کند و در هنگام رابطه آرزوی مرگ آنتوانت را می‌کند. آنتوانت و ادوارد به انگلستان بر می‌گردند و ادوارد با گرفتن پرستاری آنتوانت را (به مانند مادر) در اتاق زیر شیروانی محبوس می‌کند و خود با دختر فرماندار شهر ازدواج می‌کند. آنتوانت  که همه چیز را پایان یافته می‌بیند از خواب پرستار استفاده کرده، از خانه فرار می‌کند و خانه ادوارد را به آتش می‌کشد.